# سحلية مطوقة
سحلية مطوقة (الاسم العلمي: Crotaphytus)، جنس سحالي مفترسة ذات أحجام متوسطة وصغيرة، تنتمي إلى فصيلة سحليات مطوقة.
موائلها البيئات القاحلة في المناطق الجنوبية الغربية من أمريكا الشمالية.